# Route forestière des Tamarins
Ne doit pas être confondu avec Route des Tamarins.
 (juillet 2011).
La route forestière des Tamarins, ou route forestière 9b, est une route forestière de l'île de La Réunion, département d'outre-mer français dans le sud-ouest de l'océan Indien. Route des Hauts de l'Ouest de l'île, elle relie la route forestière du Maïdo au Tévelave en une trentaine de kilomètres.

## Annexe